# 副腎酵素欠損症
副腎酵素欠損症（ふくじんこうそけっそんしょう）は、下記のように分類される。
- リポイド過形成症(Prader病)
- 3β－水酸化ステロイド脱水素酵素欠損症
- 21水酸化酵素欠損症
- 11β一水酸化酵素欠損症
- 17α－水酸化酵素欠損症
- 18－水酸化酵素欠損症
- P450オキシドレダクターゼ欠損症

副腎皮質では、コレステロールを原料に多彩な酵素を介して種々のステロイドホルモンが産生されるが、副腎酵素欠損症は、その酵素が先天的に欠損する。特にコルチゾールができないために下垂体からACTHの過剰分泌が起こるものは先天性副腎過形成症と呼ばれ、リポイド過形成症、21水酸化酵素欠損症、11β-水酸化酵素欠損症、17α-水酸化酵素欠損症、3β-ヒドロキシステロイドデヒドロゲナーゼ欠損症に分類される。
鉱質コルチコイドができず、ACTHの過剰分泌がないものには、18-ヒドロキシラーゼ欠損症、18-ヒドロキシステロイドデヒドロゲナーゼ欠損症がある。